# Girl Scouts of the United States of America
Le Girl Scouts of the United States of America (GSUSA) sono la più grande associazione di guidismo negli Stati Uniti e una delle più grandi al mondo. È stata fondata nel 1912 da Juliette Gordon Low e si basa sui principi dello scautismo sviluppati dal fondatore del movimento Baden-Powell.